# Wolfenstein: The New Order
Wolfenstein: The New Order is een first-person shooter ontwikkeld door MachineGames. Het spel wordt uitgegeven door Bethesda Softworks en kwam wereldwijd op 20 mei 2014 uit voor PlayStation 3, PlayStation 4, Windows, Xbox 360 en Xbox One. Het is het zevende spel in de Wolfenstein-serie (exclusief spin-offs).

## Verhaal
Wolfenstein: The New Order speelt zich af in een 1960, binnen een alternatieve geschiedenis waar nazi-Duitsland de Tweede Wereldoorlog won.
1946: De nazi's willen hun macht over de wereld verspreiden om zo een totalitair regime te vormen. William J. Blazkowicz heeft het doel om in 1946 bij het Deathshead Compound binnen te vallen en zo Wilhelm Strasse (ook wel Totenkopf genoemd) uit te schakelen (vijand uit eerdere titels van Wolfenstein). De Geallieerden bereiden een nationale invasie voor waarbij veel Amerikanen zouden deelnemen. De invasie bestond uit een leger waarbij vliegtuigen een grote rol speelde, deze vliegtuigen zijn gebruikt om de zogeheten paratroopers te laten landen in het gebied van de nazi's.
De nazi's hebben echter een grotere technologische voorsprong op wapens dat er toe leidt dat de Geallieerden de invasie verliezen en vele paratroopers kwijtraken. Behalve Blazkowicz wordt zowat iedereen in de eenheid afgemaakt. Blaskowicz probeert met de rest van zijn eenheid alsnog Deathshead Compound binnen te komen om Wilhelm Strasse zo te doden. Dit mislukt en Blaskovicz verliest een aantal kameraden. Hij wordt geraakt door schrapnel en komt in een coma tot het huidige 1960 waar het verhaal verdergaat.

## Ontvangst
| Beoordeeld door      | Jaar | Platform      | Score |
| -------------------- | ---- | ------------- | ----- |
| IGN Germany          | 2014 | Windows       | 85%   |
| Xbox360Achievements  | 2014 | Xbox One      | 85%   |
| Jeuxvideo.com        | 2014 | Xbox One      | 80%   |
| PC Games (Duitsland) | 2014 | Windows       | 80%   |
| Svenska PC Gamer     | 2014 | Windows       | 78%   |
| PlayFrance           | 2014 | PlayStation 4 | 70%   |
| Gameblog.fr          | 2014 | PlayStation 4 | 70%   |
| 4Players.de          | 2014 | PlayStation 4 | 68%   |
| 4Players.de          | 2014 | Windows       | 68%   |
| Gamekult             | 2014 | Windows       | 50%   |